# Proceratium nujiangense
Proceratium nujiangense is een mierensoort uit de onderfamilie van de Proceratiinae. De wetenschappelijke naam van de soort is voor het eerst geldig gepubliceerd in 2006 door Xu.